# North Wheatley
North Wheatley est un village du Nottinghamshire, en Angleterre.